# Usvejka
Usvejka (vitryska: Усвейка) är ett vattendrag i Belarus.   Det ligger i voblasten Vitsebsks voblast, i den norra delen av landet, 150 km nordost om huvudstaden Minsk.
Trakten runt Usvejka består till största delen av jordbruksmark. Runt Usvejka är det ganska glesbefolkat, med 28 invånare per kvadratkilometer.